# Lois Maxwell
Lois Maxwell, pseudonimo di Lois Ruth Hooker (Kitchener, 14 febbraio 1927 – Fremantle, 29 settembre 2007), è stata un'attrice canadese.
È conosciuta, in particolare, per aver interpretato il ruolo di Miss Jane Moneypenny, segretaria di M, capo del Secret Intelligence Service britannico, in quattordici film della saga di James Bond, nato dalla penna di Ian Fleming, da Agente 007 - Licenza di uccidere (1962) a 007 - Bersaglio mobile (1985), lavorando al fianco di tre interpreti del ruolo di Bond, ossia Sean Connery, George Lazenby e Roger Moore.
Utilizzò talvolta il nome di Lois Maxwell-Marriott, dal nome del marito Peter Churchill Marriott, da cui ebbe due figli: Melinda, nata nel 1958, e Christian, nato l'anno successivo.

## Biografia
Originaria dell'Ontario, figlia di un insegnante e di un'infermiera, durante la seconda guerra mondiale, lasciò la famiglia per arruolarsi appena quindicenne (e senza rivelare la vera età) nella Royal Canadian Army. Inizialmente impiegata con funzioni di soldato, ben presto entrò a far parte dell'Army Entertainment Corps, iniziando a viaggiare in Europa negli spettacoli tenuti per le truppe canadesi. La verità sulla sua età fu scoperta quando il gruppo di artisti del quale faceva parte fece tappa a Londra. Per evitare il rimpatrio, si iscrisse alla prestigiosa Royal Academy of Dramatic Arts (RADA).
Quasi ventenne, nel 1946 si trasferì a Hollywood. Il debutto nel mondo del cinema di Lois Maxwell risale allo stesso anno, in un film nel quale non fu però accreditata tra gli interpreti: Scala al paradiso. 
L'anno dopo appariva in una serie di fotografie per la rivista Life, in cui venivano ritratte nuove stelle del cinema, fra cui Marilyn Monroe. Fra le sue prime interpretazioni, vi fu quella accanto al futuro presidente degli Stati Uniti d'America Ronald Reagan ed alla bambina prodigio Shirley Temple nel film Età inquieta (1947), che le valse il Golden Globe come miglior attrice debuttante. In quel periodo recitò anche in una piccola parte in un episodio della serie ITC The Baron, Something for a RainyDay.
La sua filmografia, oltre alla serie di film con l'agente 007, include anche Pazzia (1948), per cui vinse il Golden Globe per il ruolo di Ruth Collins, Aida (1953), in cui vestiva i panni di Amneris e a cui dava la voce il mezzosoprano italiano Ebe Stignani, Kill Me Tomorrow (1957) e Lolita (1962), in cui figurava nel ruolo dell'infermiera Mary Lore.

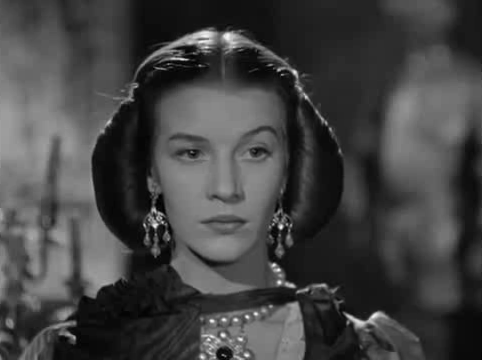
Lois Maxwell in Amori e veleni di Giorgio Simonelli (1950)

Dal 1950 al 1955 provò nuovamente l'avventura in Europa, trasferendosi a vivere a Roma, e alternando l'attività di attrice a quella di pilota di automobilismo, sport del quale era appassionata. Apparve nei film Amori e veleni (1952), accanto ad Amedeo Nazzari, e La grande speranza (1954), un film di guerra diretto da Duilio Coletti. Durante un viaggio a Parigi incontrò il futuro marito, il produttore televisivo Peter Marriott, con il quale convolò a nozze nel 1957. La coppia si trasferì a vivere a Londra, dove nacquero nei due anni successivi i loro due figli, Melinda e Christian. Il suo incontro con il personaggio che le avrebbe portato maggiore notorietà, Miss Moneypenny, risale al 1962, ma nel 1967 l'attrice apparve anche in un film per la televisione prodotto dalla EON Productions e intitolato Welcome to Japan, Mr. Bond.
Negli anni sessanta Maxwell interpretò numerosi episodi di serie televisive sia per il mercato britannico che per il mercato canadese. Come protagonista, sul finire del decennio, interpretò la serie Adventures in Rainbow Country, e, accanto a Roger Moore episodi de Il Santo e di Attenti a quei due. Prestò la voce al personaggio di Atlanta nella science fiction per l'infanzia Stingray (1963). In un episodio della serie UFO sostituì, col nome di Miss Holland, l'abituale segretaria del Comandante Straker. È apparsa poi nell'horror Gli invasati (1963), in O.K. Connery (1967), parodia italiana della serie sull'agente segreto James Bond, e Endless Night (1971), tratto da una novella di Agatha Christie. L'ultimo film da lei interpretato è stato il thriller Il quarto angelo (2001), dove recita al fianco di Jeremy Irons, Jason Priestley, Forest Whitaker e Charlotte Rampling.
Rimasta vedova nel 1973, Maxwell fece ritorno in Canada, stabilendosi a Toronto. Qui iniziò a scrivere per il Toronto Sun firmando con lo pseudonimo che l'aveva resa celebre: Miss Moneypenny. Donna eclettica, oltre che attrice capace, decise di darsi agli affari intraprendendo un'attività nel settore tessile ma nel 1994 preferì fare ritorno in Inghilterra per restare vicina alla figlia, ritirandosi quindi lontana dai clamori della vita mondana in un cottage nel villaggio di Frome (Somerset). Fino al 2001 ha vissuto in Gran Bretagna; dopo che le era stato diagnosticato un tumore si è trasferita in Australia, dove ha trascorso gli ultimi anni di vita. È morta all'età di ottant'anni dopo un breve ricovero al Fremantle Hospital.

## Filmografia parziale

### Cinema
- Età inquieta (That Hagen Girl), regia di Peter Godfrey (1947)
- Il mistero degli specchi (Corridor of Mirrors), regia di Terence Young (1948)
- Pazzia (The Dark Past), regia di Rudolph Maté (1948)
- Amori e veleni, regia di Giorgio Simonelli (1949)
- Domani è troppo tardi, regia di Léonide Moguy (1950)
- Lebbra bianca, regia di Enzo Trapani (1951)
- Ha da venì... don Calogero, regia di Vittorio Vassarotti (1951)
- Viva il cinema!, regia di Giorgio Baldaccini ed Enzo Trapani (1952)
- Aida, regia di Clemente Fracassi (1953)
- La grande speranza, regia di Duilio Coletti (1954)
- La terra esplode (Satellite in the Sky), regia di Paul Dickson (1956)
- L'alibi dell'ultima ora (Time Without Pity), regia di Joseph Losey (1957)
- Il mostro è dietro l'angolo (Face of Fire), regia di Albert Band (1959)
- Le canaglie di Londra (The Unstoppable Man), regia di Terry Bishop (1961)
- Lolita, regia di Stanley Kubrick (1962)
- Agente 007 - Licenza di uccidere (Dr. No), regia di Terence Young (1962)
- Appuntamento fra le nuvole (Come Fly with Me), regia di Henry Levin (1963)
- Gli invasati (The Haunting), regia di Robert Wise (1963)
- A 007, dalla Russia con amore (From Russia with Love), regia di Terence Young (1963)
- Agente 007 - Missione Goldfinger (Goldfinger), regia di Guy Hamilton (1964)
- Agente 007 - Thunderball: Operazione tuono (Thunderball), regia di Terence Young (1965)
- O.K. Connery, regia di Alberto De Martino (1965)
- Agente 007 - Si vive solo due volte (You Only Live Twice), regia di Lewis Gilbert (1967)
- Agente 007 - Al servizio segreto di Sua Maestà (On Her Majesty's Secret Service), regia di Peter R. Hunt (1969)
- Agente 007 - Una cascata di diamanti (Diamonds are Forever), regia di Guy Hamilton (1971)
- Champagne per due dopo il funerale (Endless Night), regia di Sidney Gilliat (1972)
- Agente 007 - Vivi e lascia morire (Live and Let Die), regia di Guy Hamilton (1973)
- Agente 007 - L'uomo dalla pistola d'oro (The Man with the Golden Gun), regia di Guy Hamilton (1974)
- La spia che mi amava (The Spy Who Loved Me), regia di Lewis Gilbert (1977)
- Moonraker - Operazione spazio (Moonraker), regia di Lewis Gilbert (1979)
- Solo per i tuoi occhi (For Your Eyes Only), regia di John Glen (1981)
- Octopussy - Operazione piovra (Octopussy), regia di John Glen (1983)
- 007 - Bersaglio mobile (A View to a Kill), regia di John Glen (1985)
- Il quarto angelo (The Fourth Angel), regia di John Irvin (2001)

### Televisione
- Il Santo (The Saint) – serie TV, episodio 5x02 (1966)
- UFO – serie TV, episodi 1x19-1x21 (1970-1971)
- Attenti a quei due (The Persuaders!) – serie TV, episodio 1x24 (1972)

## Doppiatrici italiane
- Rosetta Calavetta in L'alibi dell'ultima ora, Agente 007 - Licenza di uccidere, A 007, dalla Russia con amore, Agente 007 - Thunderball: Operazione tuono, Agente 007 - Si vive solo due volte,  Agente 007 - Al servizio segreto di Sua Maestà
- Dhia Cristiani in Agente 007 - Missione Goldfinger, Agente 007 - Una cascata di diamanti, Agente 007 - Vivi e lascia morire, Agente 007 - L'uomo dalla pistola d'oro
- Tina Lattanzi in Pazzia, Amori e veleni
- Lydia Simoneschi in Domani è troppo tardi, La grande speranza
- Rita Savagnone in Lolita, Moonraker - Operazione spazio
- Ebe Stignani in Aida
- Gemma Griarotti in O.K. Connery
- Vittoria Febbi in Solo per i tuoi occhi
- Flaminia Jandolo in 007 - Bersaglio mobile
- Liliana Sorrentino in La terra esplode (ridoppiaggio)